# Kovács Vilmos (költő)
Kovács Vilmos (Gát, 1927. június 5. – Budapest, 1977. november 13.) költő, író.

## Élete
Kovács Vilmos 1927 június 4-én született a kárpátaljai Gáton. Apja Kovács Emil ács- és kőművesmester volt, akit a cseh és a magyar hatóságok mint kommunistát állandó rendőri megfigyelés alatt tartották. Anyja Kcsó Borbála, 1936-ban TBC-ben elhunyt.
1938–1939-ben Beregszászon élt. ott végezte el az elemi iskola első osztályát. 1939–1945 között Munkácson élt. A Munkácsi Felsőkereskedelmi Iskolába járt, itt érettségizett 1945-ben. 1945-ben visszaköltöztek Gátra, ahol apja  a helyi nemzeti bizottság elnöke lett. Apja röviddel ezután, 1946-ban 44 évesen meghalt. Ezt követően magántisztviselő, majd 1945–1947 között Beregszászi Termékkészletező Vállalat gáti kirendeltségének könyvelője volt. 1947 decemberétől egy évig szülőfalujának VB-titkára volt, 1949 elején került újból Munkácsra, ahol a városi adóhivatalnál dolgozott könyvelőként. Még abban az évben júniusban az adóügyi osztály főkönyvelőjévé nevezték ki. 1952 szeptemberében adóügyi tanácsos, majd főtanácsos lett.
Munka mellett 1952-ben elvégezte az ukrán tannyelvű esti középiskolát és beiratkozott a Csernovici-Lvovi Pénzügyi-Közgazdasági Főiskolára, ahol 1957-ig tanult. 1955-ben a munkácsi Győzelem Zászlaja (Prapor Peremohi) járási lap munkatársa lett. Hivatalosan könyvelői státuszban dolgozott, de emellett a lap kulturális rovatát és a lap mellett működő irodalmi stúdiót is vezette. 
Az 1950-es évek második felétől a Kárpátontúli Területi Könyvkiadó magyar osztályának szerkesztője, később vezető szerkesztője lett Ungváron. 
Kárpát-Ukrajna irodalmi életébe 1954 körül kapcsolódott be. 1958-tól 1971-ig az ungvári Kárpáti Kiadó magyar osztályának szerkesztője volt.
1977-ben Budapestre költözött, ott is halt meg még ugyanebben az évben.

## Munkássága

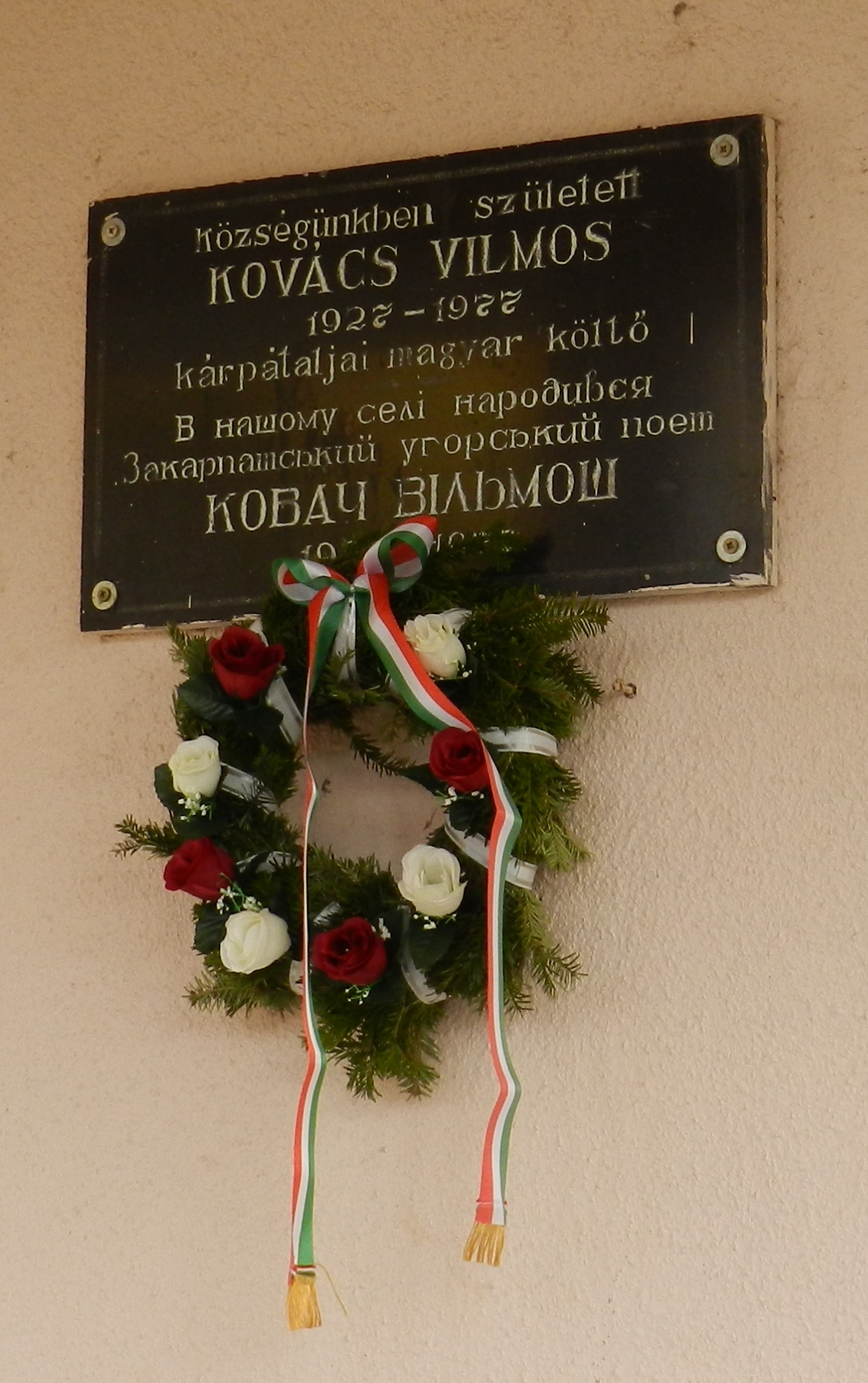
Emléktáblája Gáton

A kárpát-ukrajnai magyar líra egyik legfigyelemreméltóbb képviselőjének tartották. A második világháború utáni kárpát-ukrajnai magyar irodalomban ő volt az első, aki sikeresen törte át a kisebbségi írósors természetes és mesterséges korlátait.
Első verseskötete a Vallani kell (Ungvár, 1957) című gyűjteménye volt.
Költészetére a történeti tudatosság, a kifejezés tisztasága jellemző. Verseinek válogatása 1963-ban orosz nyelven is megjelent (Veszennyaja burja, Moszkva, 1963).
Holnap is élünk 1965-ben Ungváron kiadott regénye a személyi kultusz okozta torzulásokat ábrázolta, sürgetve a közéleti tisztaság, a harmonikus élet megteremtését.
Foglalkozott műfordításokkal is: Arszenyev, Gajdar, Korolenko, Sevcsenko műveit is magyarra fordította.
Hazai, és külföldi lapokban kifejtett munkássága ugyancsak ismert. Arra törekedett, hogy az "öntörvényei szerint kiértékelt", a sajátos történelmi helyzetbe került maroknyi közösség és az együtt élő népek sorsát megfogalmazó kárpát-ukrajnai magyar irodalom "bekerüljön a nemzet szellemi vérkeringésébe". Válogatott verseit orosz fordításban is kiadták.
Életének utolsó esztendeiben nyelv- és őstörténeti kutatásokat folytatott a honfoglaló magyarság kialakulásáról.

## Főbb művei
- Tavaszi viharok (Ungvár, 1959)
- Holnap is élünk (regény, Ungvár, 1965)
- Lázas a Föld (Ungvár, 1962)
- Csillagfénynél (Ungvár, 1968)
- Kik voltak...? Nyelv- és őstörténeti írások a honfoglaló magyarság kialakulásáról I-II. kötet. Változó Világ Sorozat, a Kárpátaljai Magyar Kulturális Szövetség kiadása, Ungvár 1997